# 千葉一男
千葉 一男（ちば かずお、1925年2月16日 - 2014年4月9日）は、日本の経営者。新王子製紙社長、会長を務めた。

## 経歴
宮城県出身。1950年に東京大学経済学部商学科を卒業し、同年に王子製紙に入社。1974年11月に取締役に就任し、1981年6月に常務、1985年6月に専務を経て、1987年6月に副社長に就任し、1989年6月に社長に昇格した。社長在任時には、1993年に実施された神崎製紙との合併を取りまとめた。1995年6月に会長に就任し、1996年10月に取締役相談役を経て、1997年6月から相談役を務めた。
1990年4月に藍綬褒章を受章し、1997年11月に勲二等瑞宝章を受章。
2014年4月9日、心不全のために死去。89歳没。